# Keski-Sukkula
Keski-Sukkula är en sjö i kommunen Polvijärvi i landskapet Norra Karelen i Finland. Sjön ligger 128,3 meter över havet. Arean är 77 hektar och strandlinjen är 7,74 kilometer lång. Sjön  ingår i Vuoksens huvudavrinningsområde.   Den ligger omkring 52 kilometer nordväst om Joensuu och omkring 370 kilometer nordöst om Helsingfors. 
I sjön finns öarna Valjulansaari, Isosaari och Pienisaari. 